# Drishyam
Drishyam es una película dramática india de 2013 escrita y dirigida por Jeethu Joseph y protagonizada por Mohanlal y Meena en los papeles principales. El reparto está compuesto por Ansiba Hassan, Esther Anil, Kalabhavan Shajon, Asha Sarath, Siddique, Roshan Basheer y Neeraj Madhav en papeles secundarios. La cinta fue producida por Antony Perumbavoor para la productora Aashirvad Cinemas. La historia sigue la lucha de Georgekutty y su familia, quienes son sospechosos cuando Varun Prabhakar, el hijo del inspector general de la policía, desaparece después de acosar a la hija de Georgekutty.
El rodaje de la película dio inicio en la primera semana de octubre de 2013 en Thodupuzha, Kerala, y se completó en 44 días. La fotografía fue realizada por Sujith Vaassudev y fue editada por Ayoob Khan. La banda sonora de la película fue compuesta por Anil Johnson y Vinu Thomas.
Estrenada el 19 de diciembre de 2013 en Kerala, Drishyam recibió reseñas positivas de la crítica especializada, elogiando el guion, las actuaciones y la dirección. Fue la primera película en idioma malabar que recaudó 500 millones de taquilla. La película recaudó más de 750 millones en todo el mundo y se emitió durante más de 150 días en los cines. Continuó siendo la película en idioma malabar de mayor recaudación de todos los tiempos hasta que fue superada por Pulimurugan en 2016. La cinta ganó numerosos reconocimientos, incluido el premio Kerala State a la Mejor Película y el premio Filmfare en la misma categoría. El filme fue presentado en la edición n.º 45 del Festival Internacional de Cine de la India y en la octava edición del Festival de Cine de Asia.
Existen versiones de la película en otras cuatro lenguas indias: Drushyam (2014) en telugu, Drishya (2014) en kannada, Papanasam (2015) en tamil, Drishyam (2015) en hindi y Dharmayudhaya (2017) en cingalés.

## Sinopsis
Georgekutty (Mohanlal) es un huérfano que abandonó la escuela después de cuarto grado. Ahora es un hombre de negocios que tiene un servicio de televisión por cable en una zona rural. Está casado con Rani (Meena) y tienen dos hijas, Anju (Ansiba Hassan) y Anu (Esther Anil). Su único interés aparte de su familia es ver películas. Pasa la mayor parte de su tiempo frente al televisor en su pequeña oficina.
Durante un campamento, Anju es fotografiada en el baño por un teléfono celular oculto. El culpable, Varun (Roshan Basheer), es el hijo del inspector general de policía Geetha Prabhakar (Asha Sarath). Varun es asesinado accidentalmente por Rani y su hija cuando llega a chantajearlos con la foto que le tomó a Anju. Ambas ocultan su cuerpo en un pozo. Rani le cuenta a Georgekutty sobre el incidente y él diseña una forma de salvar a su familia de la ley. Se deshace del auto de Varun, sin embargo, es visto por el agente Sahadevan (Kalabhavan Shajon), que guarda rencor contra Georgekutty. Georgekutty los lleva a un viaje a Thodupuzha para orar en una iglesia, ver una película y comer en un restaurante. Geetha, viendo que su hijo ha desaparecido, comienza una investigación.
Después de una investigación preliminar, Geetha llama a Georgekutty y a su familia para interrogarlos. Georgekutty, quien había predicho que esto sucedería, ya le había enseñado a su familia cómo cambiar su coartada en el momento del asesinato. Cuando se les pregunta individualmente, dan las mismas respuestas. Georgekutty también presenta la factura del restaurante, la entrada al cine y los boletos de autobús como prueba de su coartada. Geetha pregunta a los propietarios de los establecimientos en los que han estado y sus declaraciones prueban la coartada de Georgekutty. Sin embargo, Geetha se da cuenta más tarde de que Georgekutty había falsificado la evidencia y estableció su coartada para los propietarios yendo de viaje con su familia a los mismos establecimientos más tarde.
Geetha arresta a Georgekutty y a su familia, y Sahadevan usa la fuerza bruta para sacarles la verdad. Finalmente, Anu cede y revela el lugar donde está enterrado el cuerpo. Después de cavar el pozo, encuentran el cadáver de una vaca, lo que indica que Georgekutty había movido el cuerpo. Anu informa a los medios y se queja contra Sahadevan. El caso se suspende y Geetha renuncia a su puesto.
Más tarde, Geetha y Prabhakar (Siddique) se encuentran con Georgekutty para pedir perdón por su comportamiento grosero y violento. Prabhakar le pregunta a Georgekutty si puede contarles sobre su hijo. Georgekutty luego revela indirectamente que su familia ha cometido un crimen. Ahora en prisión preventiva, Georgekutty firma un registro en la estación de policía local recién construida. Cuando se va, un flashback lo muestra saliendo de la estación de policía que aún no sea había reconstruido con una pala en la mano, lo que indica que ha escondido el cuerpo de Varun en los cimientos de la estación.

## Reparto
- Mohanlal como Georgekutty.
- Meena como Rani George.
- Ansiba Hassan como Anju George.
- Esther Anil como Anumol George.

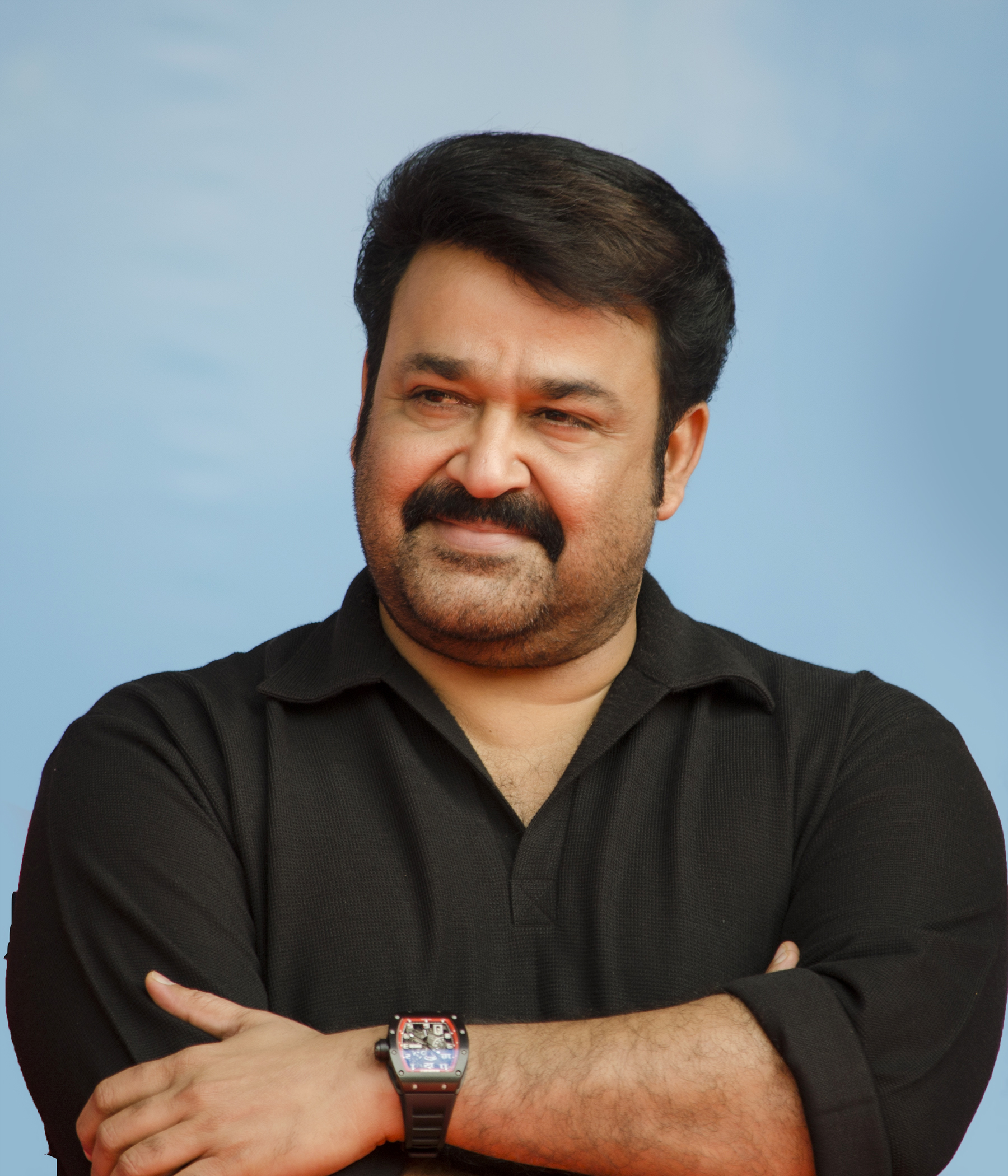
El actor Mohanlal interpreta a Georgekutty.

- Kalabhavan Shajon como agente Sahadevan.
- Asha Sarath como Geetha Prabhakar.
- Siddique como Prabhakar.
- Neeraj Madhav como Monichan.
- Irshad como Suresh Babu.
- Roshan Basheer como Varun Prabhakar.
- Aneesh G Menon como Rajeesh.
- Kozhikode Narayanan Nair como Sulaiman.
- Baiju V.K como Soman.
- P. Sreekumar como el padre de Rani.
- Shobha Mohan como la madre de Rani.

## Recepción
El sitio web Sify le brindó una alta calificación a la película, afirmado lo siguiente: "Jeethu Joseph creó una emocionante película, de la que no querrás perderte ni un momento." NowRunning le dio a la película 3 estrellas sobre 5, afirmando: "En Drishyam Jeethu intenta mezclar lo real y lo imaginario, y el resultado es una cinta impredecible que te sorprende a cada instante".